# Михайло (Митрофанов)
Михайло (світське ім'я — Михайло Ерастович Митрофанов, рос. Митрофанов Михаил Эрастович) 1873 — 16 лютого 1938) — церковний діяч Російської православної церкви і Української синодальної церкви.

## Життєпис
Народився у 1873 році. Навчався в духовнопівчому училищі Троіце-Сергієвой Лаври. 1908 року прийняв чернечий постриг. У 1915 році Михайла було рукопокладено в ієромонахи. 1921 року надано сан архімандрита.
У 1922 році доєднався до обновленства. У 1924 році призначається єпископом Вальківським і вікарієм Харківської єпархії.
З жовтня 1924 року стає єпископом Бердянським, а з лютого 1925 року переходить до Звенигородської єпархії. Водночас призначається настоятелем Києво-Печерської Лаври. Проте керував останньою лише 1 місяць через спротив обновленству тамтешнього чернецтва на чолі з Єрмогеном Голубєвим. Тому у березні 1925 року повертається до Бердянської єпархії. З червня 1925 року стає єпископом Криворізьким, з серпня — єпископом Конотопським. Того ж року був делегатом III Всеросійського Помісного Собору (обновленського) православних церков, де було підтверджено автокефальний статус Української синодальної церкви.
У вересні 1926 року призначено на Мелітопольську кафедру. 1927 року стає єпископом Кременчуцьким. У 1934 році призначається архієпископом Запорізьким. 9 лютого 1938 року звільнений за штат та арештований. Усе майно в його квартирі, що знаходилося у приміщенні Пилипівської церкви по вул. Гоголя, 66, кв. 1 було
описано і виставлене на продаж. Розстріляний 16 лютого 1938 року. На сьогодні його архівнокримінальна справа не виявлена дослідниками.